# ぱ
ぱ、パは、日本語の音節のひとつであり、仮名のひとつである。1モーラを形成する。は、ハに半濁点をつけた文字となる。

## 概要

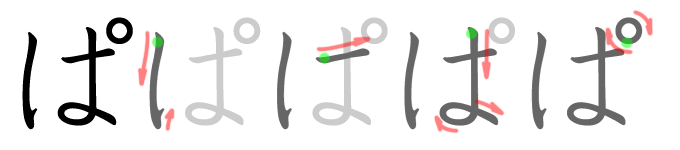
「ぱ」の筆順

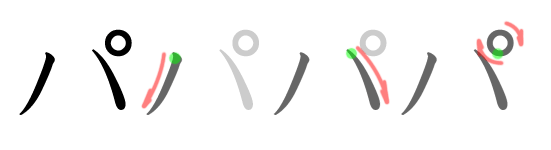
「パ」の筆順

- 現代標準語の音韻: 1子音と1母音「あ」から成る音。両唇を閉じてから開く破裂音 [p]。無声子音。
- 五十音順: 第69位。
  - ぱ: pa
  - は: ha
  - ば: ba
- 点字:
- 通話表: 「。為替のカ」
- モールス信号: ・－・・
- 手旗信号：10 14

- 発音： ぱ[ヘルプ/ファイル]

## ぱ に関わる諸事項
- 日本の野球で「パ」といえばパシフィック・リーグを表す。